# Charles Renard

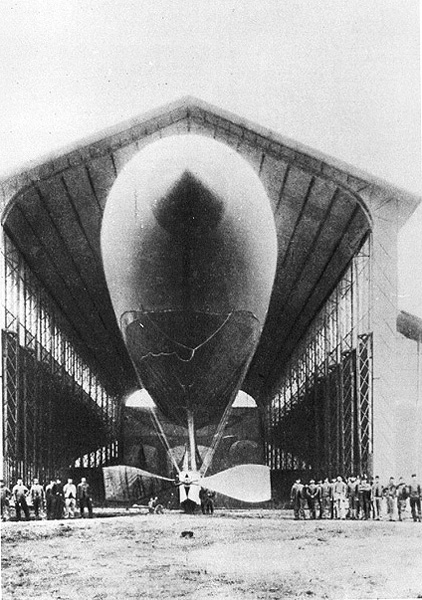
La France.

Charles Renard, (Damblain, Vosgos, França, 23 de dezembro de 1847 - Meudon, 5 de abril de 1905) foi um engenheiro, aeronauta e inventor francês. Seu nome passou à posteridade por sua contribuição à estandartização de produtos manufaturados graças às séries de Renard.

## Biografia
Coronel e Diretor do Centro Aerostático Militar de Chalais-Meudon, ele dedicou toda a sua vida à aerostação dirigível e à aviação.
Em 1870, ele propôs uma normalização dos valores numéricos utilizados no sistema métrico para a construção mecânica, e particularmente para a padronização do diâmetro de cabos. O intervalo de 1 a 10 foi dividido em 5, 10, 20 e 40. Estas séries de Renard em progressão geométrica foram adotadas em 1952 na norma ISO 3.
Foi em 1877 que ele fundou o Estabelecimento Central de Aerostação Militar de Chalais-Meudon, que veio a ser o primeiro laboratório de ensaios aeronáuticos do mundo. Em 1879, ele solicitou do Ministério da Gerra verba para o estabelecimento de um hangar (o Hangar Y) destinado a abrigar balões e dirigíveis.
Foi neste hangar que Charles Renard e Arthur Constantin Krebs construíram e testaram o dirigível La France. Em 9 de agosto de 1884, com uma hélice acionada por um motor elétrico alimentado por pilha, esse dirigível realizou o primeiro voo circular tripulado do mundo. O voo durou 23 minutos e fez um trajeto de 8 quilômetros.
Muito inventivo, obteve numerosas patentes. Foi o inventor do Molinete Renard que permite medir a potência dos motores rápidos.
Face a dificuldades administrativas que entravavam o desenvolvimento de suas pesquisas, Charles Renard acabou por se suicidar em seu laboratório em 1905.

## Publicações
- Société de secours des amis des sciences. Conférence sur la navigation aérienne, faite par M. commandant Ch. Renard, dans la séance publique annuelle du 8 avril 1886 (1886)
- Les Piles légères (piles chlorochromiques) du ballon dirigeable La France (1890) Texte en ligne
- Notice sur les travaux scientifiques de M. Ch. Renard (1904)

## Homenagens
Em 1908, um dirigível militar foi batizado de Colonel Renard.